# Mustapha Marong
Mustafa Landing Marong ist ein gambischer Jurist und Politiker.

## Leben
Marong war von 1994 als Staatsanwalt in Gambia tätig. Er wurde dann am 20. März 1995 als Minister für Justiz und Generalstaatsanwalt (englisch Attorney General and Secretary of State for Justice) vom Führer des Armed Forces Provisional Ruling Council, Yahya Jammeh, ins Kabinett berufen. Maron ersetzte Fafa Edrissa Mbye und blieb bis zum 18. Januar 1996 im Amt, dann übernahm er das Amt des Direktors beim Maritime and Shipping Services bei der Gambia Ports Authority (GPA).